# De gekalibreerde kwibus
De gekalibreerde kwibus is het elfde stripverhaal uit de reeks van Suske en Wiske. Het werd geschreven en getekend door Willy Vandersteen. Het is gepubliceerd in Ons Parochieblad (de voorloper van Kerkelijk Leven) vanaf 31 oktober 1948 tot en met 21 oktober 1950 onder de titel "De avonturen van Lambik". De gekalibreerde kwibus bestaat eigenlijk uit drie los samenhangende verhaaltjes met Lambik als centraal figuur.
Het verhaal is nooit verschenen in de reguliere reeksen. Het is pas in 1981 verschenen als nummer 1 in de Strip Klassiek-reeks. In 1994 verscheen het als nummer 10 in de Rode Klassiek Reeks.

## Locaties
- België met kasteelruïne en gevangenis, Antwerpen met herberg "de Havekant", dierentuin, politiebureau, belastingkantoor en fabriek, onbewoond eiland, noordpool.

## Personages
- Suske, Wiske met Schanulleke, tante Sidonia, Lambik, man in café, kapitein, drie mannen uit Congo, dokter, bewaker van apen, Charel en Jef (en een andere agenten), fabrieksarbeiders, motorrijder, beambte van belastingkantoor, Directeur en andere "spoken", taxichauffeur, Brutos, De Generaal, kapitein destroyer, spion, matroos

## Uitvindingen
In dit verhaal speelt de gyronef een rol.

## Het verhaal
Lambik komt langs bij tante Sidonia en begint alles kapot te gooien. Tante Sidonia houdt hem samen met Suske en Wiske tegen en Lambik vertelt dat hij vijf miljoen heeft gewonnen in de loterij. Hij heeft nu geld genoeg voor nieuwe spullen. Zijn biljet zit in zijn bolhoed en tante Sidonia probeert de bolhoed af te pakken. Dan ziet Lambik dat hij niet zijn eigen hoed heeft en hij haast zich naar het café. In herberg de Havekant wil Lambik een hoed van de kapstok pakken, maar ook dit is niet zijn eigen hoed en hij wordt naar buiten geschopt. Een donkere man die net het café verliet droeg ook een bolhoed, maar deze gaat net aan boord van een schip wat naar Kongo vertrekt. De vrienden besluiten met de gyronef de achtervolging in te zetten en Lambik springt boven de boot met een parachute uit het toestel.
Lambik komt via de kapitein en ziet drie mannen kaarten. Hij pakt de bolhoedjes van de mannen af en wordt opgetakeld naar de gyronef. Maar ook in deze bolhoeden zit zijn biljet niet en hij springt opnieuw uit de gyronef. Wiske gooit de bolhoeden met een stuk ijzer achter hem aan. Lambik wordt geraakt en raakt bewusteloos, de mannen gooien hem in een badkuip van boord. Lambik komt aan op een onbewoond eiland en merkt dat de drie mannen hem gevolgd zijn. Ze zijn op zoek naar Jef en willen weer kannibaal worden. Wiske gooit een benzinebus uit de gyronef en raakt Lambik opnieuw, waarna hij in een kookpot wordt gestopt door de mannen.
Door rakelings over de kookpot te vliegen lukt het om Lambik te bevrijden. Dan vindt Lambik de bolhoed met het biljet er in en de vrienden vliegen terug naar Antwerpen. Doordat de benzine op is stort de gyronef neer in de dierentuin. Lambik gaat slapen in de kooi van een aap en wordt de volgende ochtend door zijn bewaker ingespoten tegen de apenziekte. Lambik wordt bewusteloos aangetroffen door zijn vrienden en naar huis gebracht. De dokter denkt dat Lambik de apenziekte heeft opgelopen en Lambik gedraagt zich vreemd. Suske en Wiske zien in de krant dat er nog maar enkele dagen resten, daarna zal de prijs van de loterij niet meer worden uitgekeerd.
Lambik gaat naar een fabriek en klimt op de schoorsteen, hij gooit zijn bolhoed weg. Arbeiders gaan de schoorsteen net opblazen en Lambik komt weer in de tuin van tante Sidonia terecht. Door de ontploffing is Lambik weer normaal geworden en gaat op zoek naar zijn bolhoed. De bolhoed is door een agent gevonden en Lambik pakt hem op het bureau terug. De agenten achtervolgen Lambik en hij verstopt zich in een bijenkorf. Nadat Lambik de bijen is kwijtgeraakt gaat hij opnieuw terug naar het politiebureau en hij wordt afgevoerd naar het zothuis. Suske en Wiske bevrijden hem, maar raken hem kwijt als hij achter een motor blijft haken. Hij leent de motor en gaat op weg, maar komt terecht in het belastingkantoor in plaats van het kantoor van de loterij.
Suske en Wiske leveren het biljet in en vertellen Lambik dat hij slechts honderdduizend frank heeft gewonnen in plaats van één miljoen. Dan moet Lambik meteen de belasting betalen en hij houdt 5 frank over. Lambik wordt het riool ingetrokken en komt met andere kleding weer naar buiten. Suske en Wiske gaan het riool in en vinden zijn normale kleding, Wiske haalt een speurkat op om Lambik te volgen. Lambik komt bij een kasteelruïne en wordt door een valluik binnengelaten door de spoken die daar wonen. Lambik moet briefjes van duizend wisselen, anders zal hij de volgende dag gefolterd worden. 
's Nachts zien Suske en Wiske hoe de spoken Lambik met kanonskogels beschieten, hij komt in het meer terecht en wordt in een onderzeeboot getrokken.
Wiske vermomt zich als spook en kan met Lambik uit de ruïne ontsnappen. Lambik kan de spoken in de waterput gooien, maar wordt dan in een kast getrokken. Hij kan het spook verslaan, maar dan vallen de vrienden door een luik. In de kelder vinden de vrienden een drukkerij en dan valt de politie binnen. Ze hebben een bende valsemunters ontdekt en Lambik wordt door een agent meegenomen. Suske en Wiske kruipen op de politiewagen en komen zo de gevangenis binnen. Ze zien hoe Lambik wordt gehuldigd, hij had alles al door en had de politie gewaarschuwd. Lambik bakt 's avonds wafels en Suske en Wiske zien dat hij een bordje heeft opgehangen bij zijn deur met de tekst “Lambik – ongediplomeerd detective, opsporingen”.
Er komt een man binnen en hij probeert Lambik te hypnotiseren, Suske en Wiske zien op straat dat er al veel mensen gehoorzamen. Brutos noemt Lambik een gekalibreerde kwibus als die een anker op zijn voet laat vallen, en ze gaan verkleed als matroos op pad. Lambik ontmoet De Generaal, hij heeft zijn hoofd beschilderd met een verf waardoor het onzichtbaar wordt. Lambik krijgt een injectie en gedraagt zich vreemd, dan wordt ook De Generaal geprikt door een onbekende. Brutos vlucht uit het ruim en roept de duikboot Lembrasja op. Suske en Wiske springen met parachutes uit een vliegtuig en komen in de duikboot terecht. Lambik is dronken en gooit Wiske van boord, Suske kan haar redden. Lambik springt van boord en wordt samen met Suske en Wiske door de omhoogkomende duikboot gered. De duikboot vaart de boot van De Generaal kapot en vaart recht op een destroyer af.
Door een magneet wordt een botsing voorkomen en de vrienden worden aan boord van de destroyer getakeld. Lambik heeft onzichtbaarmakende verf op zijn benen gekregen en wordt door de kapitein aangezien voor De Generaal. Een geheimzinnige man wil de badkuip (met daarin “De Generaal” Lambik) met dynamiet laten ontploffen en dan wordt Brutos aan boord gehesen. Hij probeert Lambik opnieuw te hypnotiseren en vliegt de lucht in door het dynamiet. Lambik is onder hypnose en klimt naar Brutos, die in de mast hangt. De geheimzinnige man verstopt handgranaten in de kajuit van Lambik, en Suske en Wiske zien hem weglopen. Lambik wordt vastgebonden als Brutos handgranaten vindt in zijn kajuit en Suske en Wiske kunnen een matroos verslaan in de keuken. De kinderen vinden Lambik, maar worden dan ontdekt door de geheimzinnige man. Dan vaart de boot tegen een ijsberg en raakt lek, Suske en Wiske halen de matroos uit de ijskast en gaan van boord.
Lambik is op de ijsschots achtergebleven en komt in problemen door een ijsbeer. Suske en Wiske bouwen een iglo van ijsblokken, maar dan komen de ijsbeer en Lambik uit het gat in het ijs gekropen. De ijsbeer wordt getroffen door pijlen en Lambik vindt een briefje met een waarschuwing erop. Lambik verstopt zich in de iglo, maar deze wordt door een bulldozer van Brutos kapot gereden. Brutos vertelt dat ze uranium zoeken voor atoombommen en Lambik moet de speurtocht leiden, omdat hij detective is. Lambik wordt gewaarschuwd dat een spion hem wil vermoorden en Lambik vermomt zich als Indiaan (maar denkt dat hij eruitziet als Eskimo). Lambik wordt door een echte Eskimo weggejaagd en de geheimzinnige ontdekt dat hij bekogeld is met uraniumblokken.
Dan wordt Lambik door de spion een iglo ingetrokken en krijgt opnieuw een injectie. Lambik denkt dat hij in Kongo is en geeft Brutos ook een injectie. De mannen vernielen de boot en Suske en Wiske lenen een slee met honden van een Eskimo. Lambik laat de honden vrij en wil zelf de slee trekken, maar hij glijdt uit. Samen met Brutos gaat hij met de slee op weg, maar Suske en Wiske zijn achtergebleven. De kinderen worden door Brutos onder schot gehouden, maar kunnen ontsnappen. Ze zien hoe de slee met de twee mannen in een afgrond valt en klimmen ook naar beneden. Suske en Wiske vinden een hol en klimmen de ladder af, ze vinden Lambik en Brutos. Dan komt de spion met zijn pistool uit een deur tevoorschijn en vertelt dat dit zijn geheime laboratorium is. Hij gebruikt uranium voor kanker- en teringbestrijding en wilde niet dat het gebruikt zou worden voor het doel om mensen te doden. De vrienden leggen uit dat ze zelf het slachtoffer zijn van Brutos en de spion leent zijn helikopter aan de vrienden zodat ze naar huis kunnen gaan.

### Achtergronden bij het verhaal
- Feitelijk gaat het om drie verschillende verhalen, met in de hoofdrol Lambik. De verhalen zijn dan ook verschenen onder de titel De avonturen van Lambik. Het album is niet opgenomen in de Vierkleurenreeks.
- Er is een interne verwijzing in De gekalibreerde kwibus naar Ons Parochieblad, de publicatie waarin het verhaal oorspronkelijk verscheen.  Als de hoofdpersonen de illegale drukkerij ontdekken, zegt Suske over een vat dat hij aantreft (met Lambik erin): "'t Is verdorie drukkersinkt! Dat zal toch ook niet om 't Parochieblad te drukken zijn!" (p. 27).
- De Kongolese mannen besluiten op een gegeven moment weer "kannibaal" te worden. Als Lambik een van de mannen voor het eerst treft, zegt Lambik dat de man in zijn zon staat. Dit komt racistisch over, maar moet begrepen worden in de tijdsgeest.

## Uitgaven

### Achtergronden bij de uitgaven
Voor de eerste officiële albumuitgave  in juni 1981 was er al een illegale uitgave verschenen. Het familiestripboek uit 1995 bevatte een ingekleurde versie van het verhaal.